# Distrito de Lampián

Provincia de Huaral en el Departamento de Lima

El distrito de Lampián es uno de los doce que conforman la provincia de Huaral, ubicada en el departamento de Lima, en el Perú. Se halla en la circunscripción del Gobierno Regional de Lima. Limita por el Norte con los distritos de Ihuarí y Veintisiete de Noviembre; por el Este con los distritos de San Miguel de Acos y Atavillos Bajo; por el Sur con el distrito de Sumbilca; y, por el Oeste con el también con el distrito de Ihuarí.
Dentro de la división eclesiástica de la Iglesia Católica del Perú, pertenece a la diócesis de Huacho

## Historia
El pueblo de Lampián fue fundado por los españoles en el siglo XVI, en la época del virrey Francisco Álvarez de Toledo (entre 1570 y 1581, fecha no precisada). Mantiene hasta ahora su trazo típicamente colonial. Durante la Guerra de Independencia del Perú, contribuyó a esta causa con toda clase de recursos. Durante la guerra del Pacífico dio también su aporte en la defensa de la patria.
Como distrito fue creado el 2 de enero de 1857. A base de su territorio fueron creados posteriormente los distritos de San Miguel de Acos (Ley 12687, de 31 de diciembre de 1956) y Veintisiete de Noviembre (Ley 12702, de 18 de enero de 1957), cuyas capitales fueron erigidas en los pueblos de Acos y Cárac, respectivamente.
El 11 de mayo de 1976 mediante Ley N.º 21488 de creación de la Provincia de Huaral, suscrita por el presidente Francisco Morales Bermúdez, pasó a formar parte de la provincia recién creada.

## Geografía
Abarca una superficie de 144,97 km².

## Capital
La capital del distrito es la villa de Lampián, que se ubica sobre la margen derecha del río Tingo (que alimenta con sus aguas al río Chancay) y que está dominada por los cerros Tapu y Coran. Se llega al poblado por una carretera auxiliar que parte de la troncal a la altura del puente Mataca, cerca de Acos. Se encuentra a una altitud de 2.450 m s. n. m.. Fundada por los españoles en el siglo XVI, su título de villa lo obtuvo por Ley del 30 de octubre de 1901, promulgada por el presidente Eduardo López de Romaña. 
Frente a su plaza se levanta su tradicional iglesia, cuya construcción se remonta a 1856. En su interior se cobija las sagradas imágenes del Señor de la Ascensión cuya fiesta se celebra en mayo, después de 40 días de Semana Santa y es considerada la fiesta más grande de Lampián. Tuvo durante largo tiempo como anexo a Canchapilca, hoy pueblo célebre donde se venera al Señor de Canchapilca.

## División administrativa

### Centros poblados
- Urbanos
  - Lampián, con 329 hab.
- Rurales

### Comunidades campesinas
- San Juan de Lampián: 10 675 ha
- Canchapilca: 3 822 ha

### Caseríos
- Alteza
- Calcalay
- Cayantama
- Chavín
- Chuga
- Chunchuhuaca
- Collán Chico
- Estanco
- Huachupampa
- Huanchán
- Huanchucaya
- Huayatama
- Huayo
- Lacuy
- Palillo
- Pirca Huasi
- Pullao
- Raure
- Rumoj
- Sogaspuquio
- Suchica Succha
- Toma

### Unidades agropecuarias
- Calpa
- Chalamaque
- Marcaijo
- Mataca.

## Autoridades

### Alcaldes
- 2015 - 2018[2]
  - Alcalde: Julio Ciriaco Urbano, Partido Alianza para el Progreso (APP).
  - Regidores: James Pierry Arroyo Alcántara (APP), Roberto Rosario Blas Pariasca (APP), Angélica Yanet Arroyo Simón (APP), Faustino Moisés Carrión Aguilar (APP), Wilfredo Pariasca Muñoz (Confianza Perú).
- 2011 - 2014[3]
  - Alcalde: Amadeo Felix Melchor Higinio,  Fuerza 2011 (K).
  - Regidores: Rosa María Carrasco Gonzales (K), Santos Francisco Fermín Huertas (K), Miguel Ángel Alcántara Ynocente (K), Vicente Zenón Rojas Santos (Patria Joven) y María Ysabel Fiafilio Ciriaco (Patria Joven).
- 2007 - 2010: Jorge Luis de la Cruz Ponce.
- 2023 - 2026: Alejandro Peron Rojas Pariasca.

### Policiales
- Comisaría de Huaral
  - Comisario: Cmdte. PNP. Oswaldo Freddy Echevarria López.[4]

### Religiosas
- Diócesis de Huacho[5]
  - Obispo de Huacho: Mons. Antonio Santarsiero Rosa, OSI.
- Parroquia[6]
  - Párroco: Pbro. .

## Actividades principales
Su producción agrícola está encaminada al cultivo de frutales y de productos de pan llevar, principalmente el sembrío de cereales en la parte alta y manzanas en la zona baja.
Otra actividad muy importante para su economía es la ganadería; cuenta con ganado vacuno, ovino, caprino y porcino.

## Restos arqueológicos
Entre los más importantes restos arqueológicos se encuentran las ruinas de las ciudadelas de Yaros, monumento preinca donde se destaca la plazuela principal construida de piedra, al igual que el resto de las edificaciones. También es de destacar el singular recorrido que se da en el tramo desde Lampián hasta las ruinas de Yaros.

## Mitos
El cerro Coran es una cumbre rocosa, semejante a la cabeza de un toro, que se alza al norte de la población de Lampián. Se dice que en mayo y junio el toro baja por las noches a las estancias del lugar, sirve a las vacas y desaparece antes de salir el Sol. A su poder se atribuye la prosperidad de la ganadería, a pesar de no haber buenos alfalfares.